# Papio hamadryas
El hamadríade (Papio hamadryas), también conocido como papión sagrado, papión, babuino hamadryas y babuino sagrado egipcio, es una especie de primate catarrino de la familia Cercopithecidae que vive en los semidesiertos, sabanas secas y zonas rocosas de Egipto, Sudán, Eritrea, Etiopía y Somalia. También existen pequeñas poblaciones en la península arábiga, cercanas a las costas del Mar Rojo, que se ignora si son de origen natural o han sido introducidas por el hombre (cosa que parece más probable).
Al igual que en el resto de los babuinos y muchos otros primates, esta especie presenta dimorfismo sexual. Los machos son mucho más grandes y corpulentos que las hembras, dotados de colmillos de mayor tamaño que usan en las peleas y una melena sobre la cabeza y los hombros que los hace parecer más grandes y peligrosos de lo que son. El pelaje del hamadríade es grisáceo en el caso de los machos y pardo claro en el de las hembras, siendo en ambos sexos más largo que el de otras especies de babuinos. La cara, manos y nalgas son rojizas.
Los hamadríades viven en ambientes más secos que el resto de babuinos (denominados colectivamente "babuinos de sabana"), pero necesitan beber con cierta frecuencia, por lo que los grupos no se alejan nunca de una fuente de agua. Duermen en cuevas o resguardándose entre las rocas, y tienen una alimentación omnívora, aunque la mayor parte de su dieta se compone de raíces y plantas crasas.
En cuanto a su vida social, el hamadríades forma grupos familiares dirigidos y defendidos por un macho alfa, único autorizado a reproducirse, algún macho subadulto, varias hembras (15 como máximo) y sus crías de corta edad. Cuando éstas maduran suelen abandonar el grupo en busca de otros nuevos donde instalarse, aunque no son pocos los individuos que permanecen en su banda de origen. Los machos defienden ferozmente su territorio y harén con fiereza ante los intrusos que pretendan arrebatárselos.
Durante el Antiguo Egipto, el hamadríade fue domesticado en algunas zonas para que recolectase frutos en las palmeras e incluso para custodiar los rebaños de ovejas, a modo de perro pastor. La relación entre hombres y monos llegó a ser tan estrecha entonces que el hamadríade fue adorado como un dios local menor, Babi (de cuyo nombre procede la propia palabra babuino), una de las múltiples formas adoptadas por Thot. Es por esta razón que recibe a veces el apelativo de "babuino sagrado". En la actualidad (2019), el hamadríade ya no goza del aprecio de antaño, pero tampoco corre peligro: la presión humana, débil en las regiones donde vive, lo ha expulsado de algunas zonas, sus depredadores naturales son la hiena manchada y el leopardo aunque en tiempo histórico contaba como depredador al león que fue exterminado de las áreas como Eritrea, Yibuti, gran parte de Somalia y parte de Etiopía donde ahora este primate se encuentra.

## Galería de imágenes

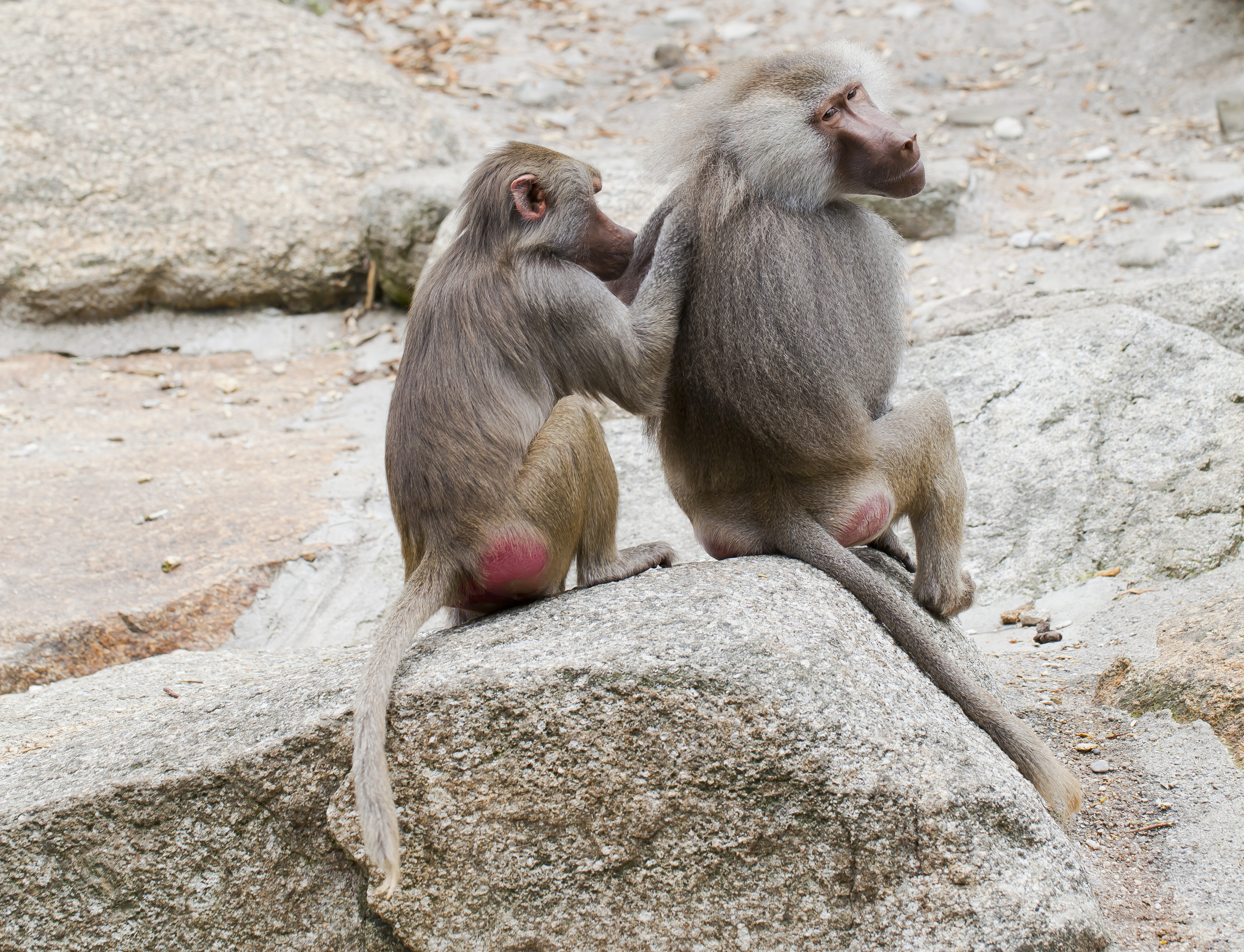
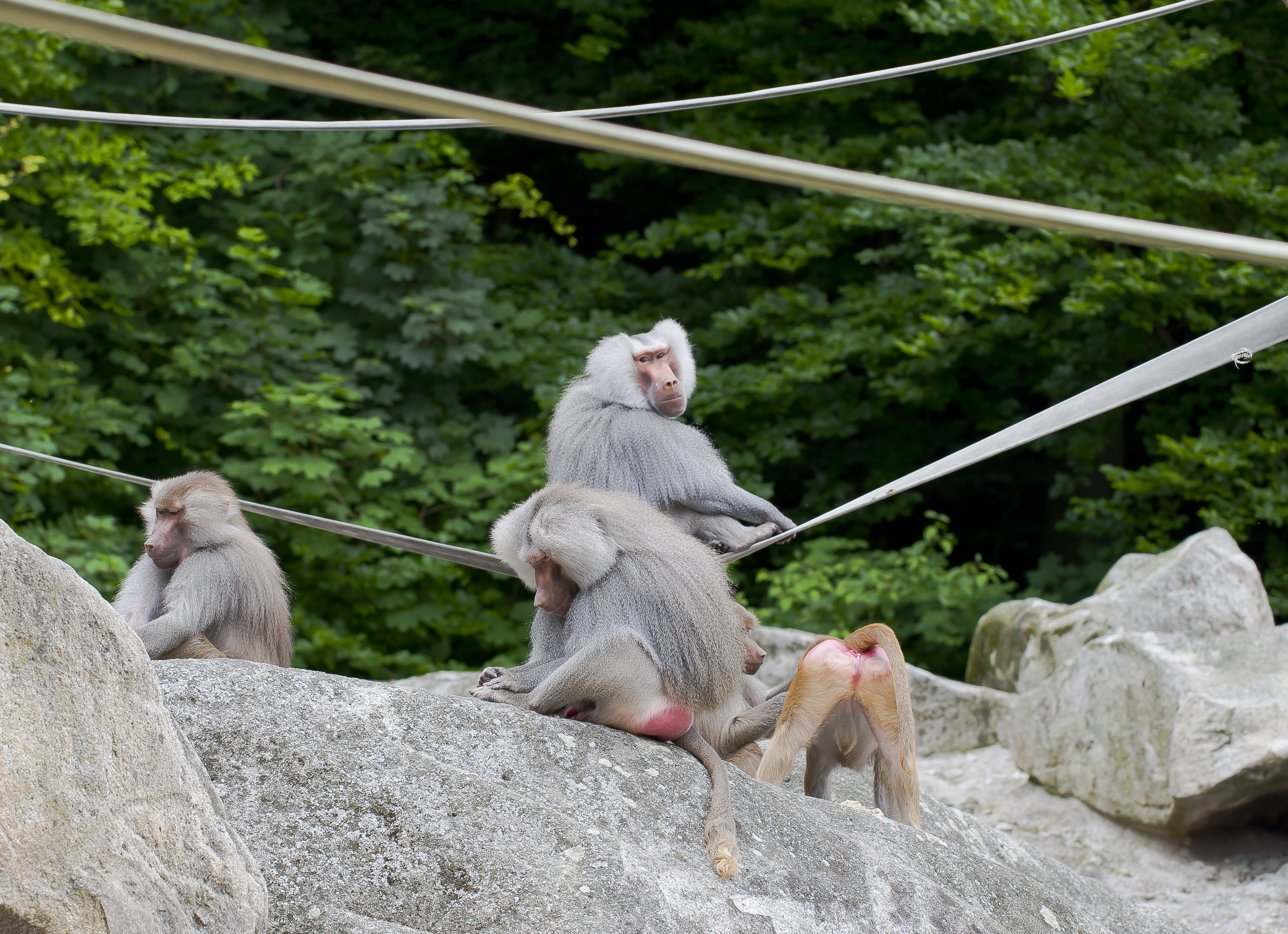
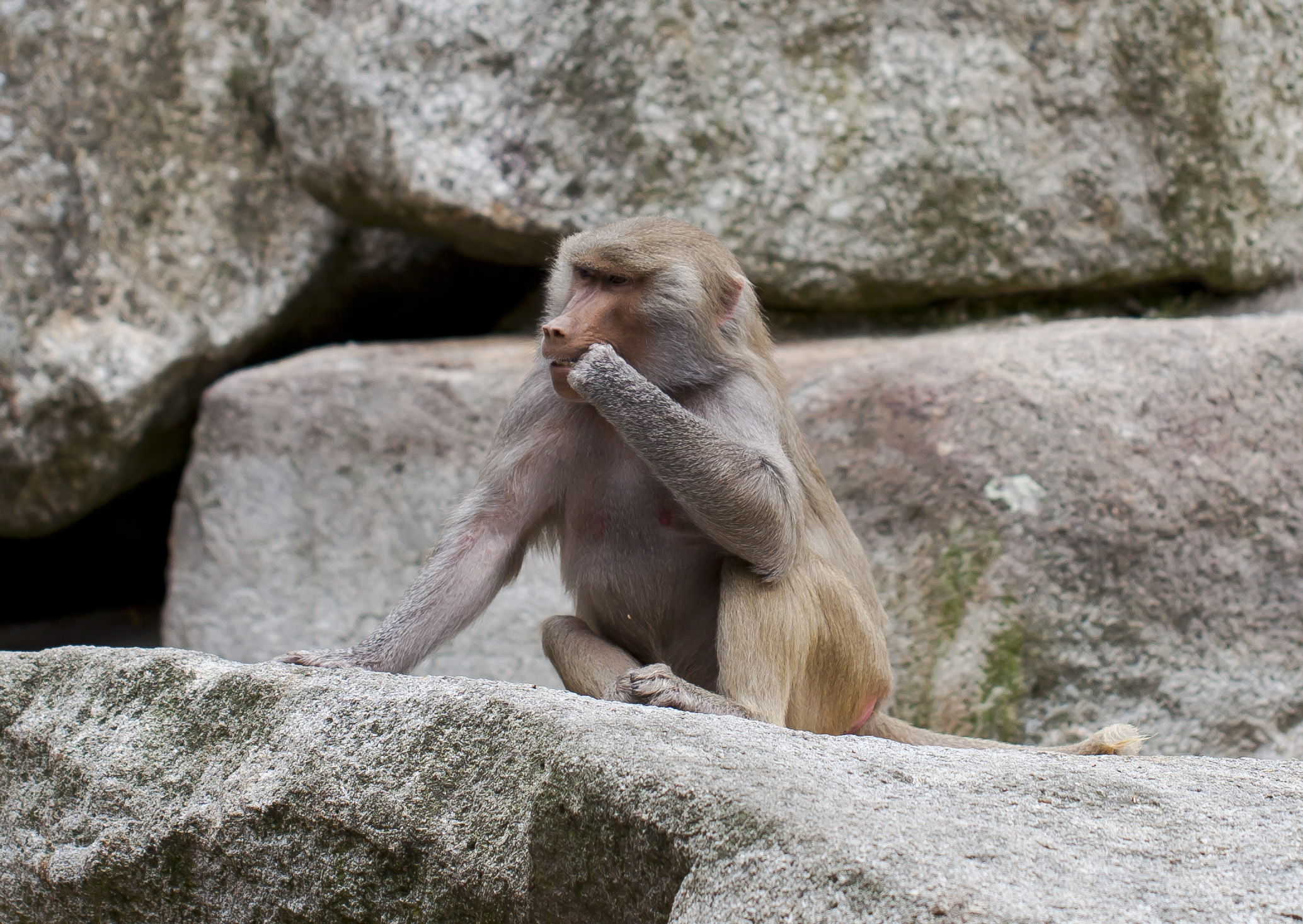
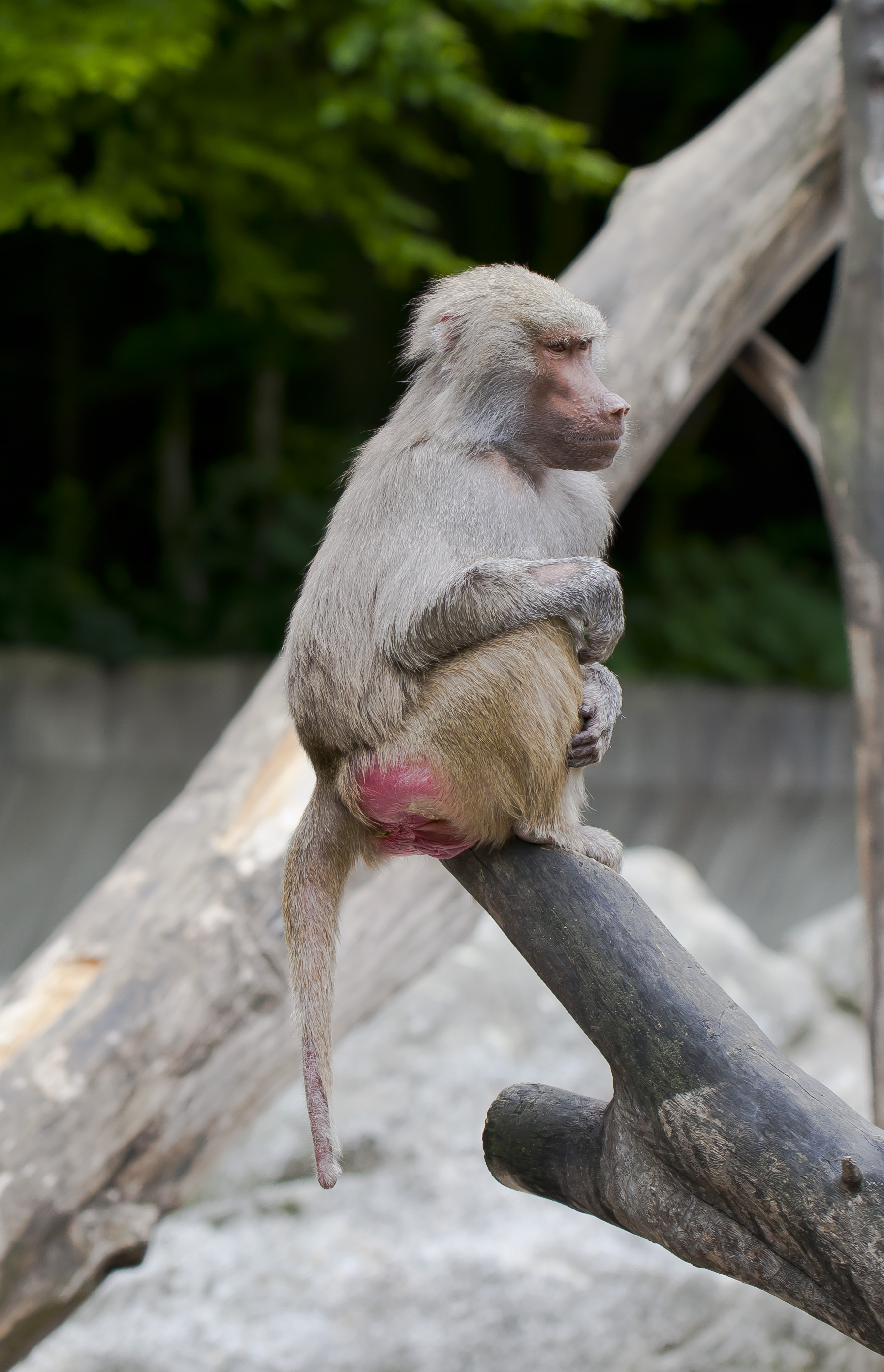
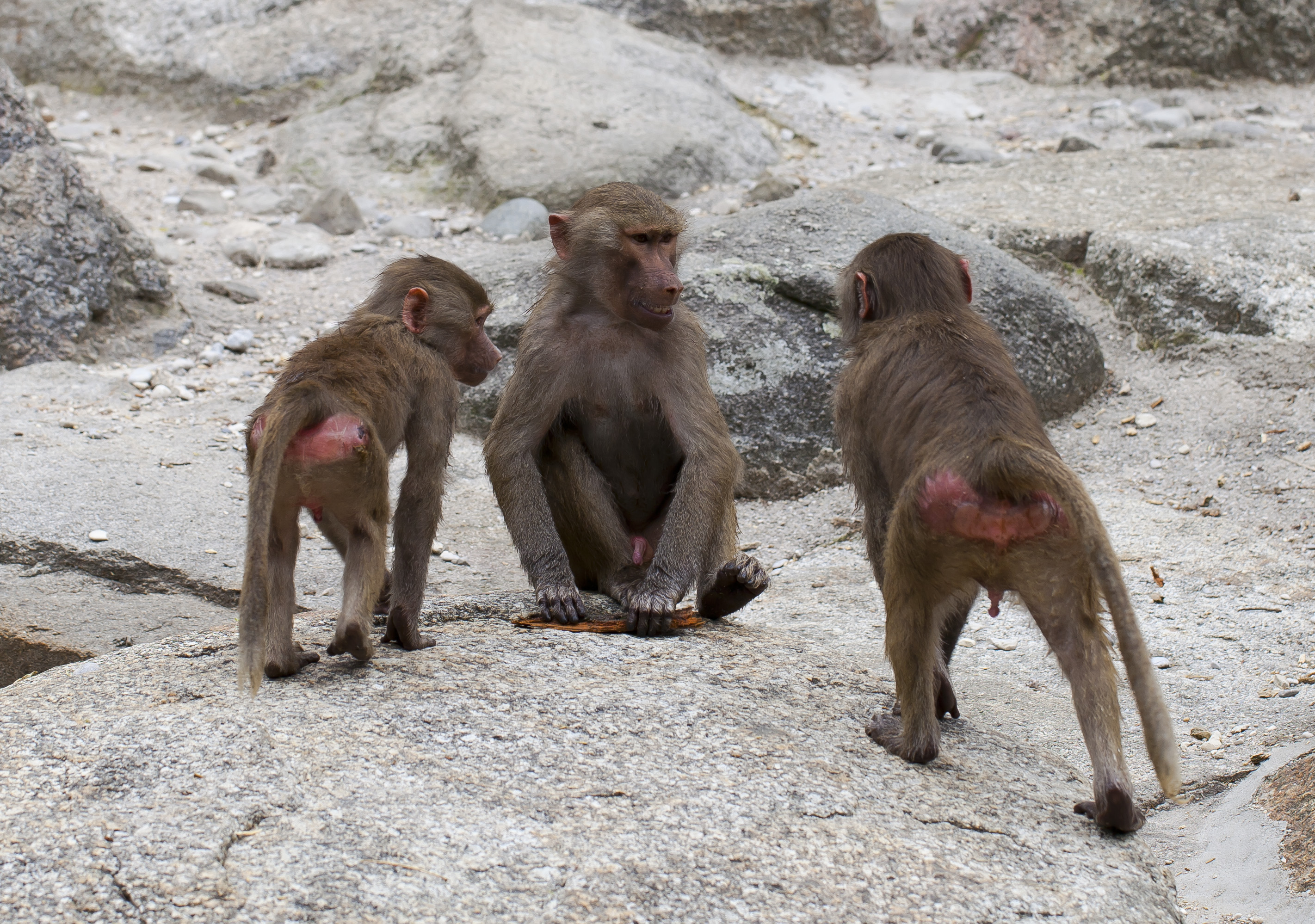